# Nord bei Nordwest – Auf der Flucht
Nord bei Nordwest – Auf der Flucht ist ein deutscher Fernsehfilm aus dem Jahr 2023. Es handelt sich um die neunzehnte Folge der ARD-Kriminalfilmreihe Nord bei Nordwest mit Hinnerk Schönemann, Jana Klinge und Marleen Lohse in den Hauptrollen. Regie führte Hinnerk Schönemann nach einem Drehbuch von Holger Karsten Schmidt.

## Handlung
Der Fahrer eines Gefangenentransports sackt während der Fahrt tot über dem Lenkrad zusammen und verursacht einen Unfall, bei dem auch der Beifahrer stirbt. Aus dem unbewachten Transporter können vier Strafgefangene entkommen. Sie nehmen das Funkgerät und die Waffen der toten Justizbeamten an sich und versenken den Wagen im Wasser. Im nahegelegenen Forsthaus wollen sie sich mit Zivilkleidung versorgen und auf die Nachmittagsfähre warten, um nach Skandinavien zu gelangen. Dort werden sie allerdings vom Förster entdeckt und es kommt zu einem Schusswechsel. Der Förster wird dabei getötet und einer der Gefangenen verletzt. Um dessen Wunde zu versorgen, schlagen sich die vier Flüchtigen in die Tierarztpraxis von Hauke Jacobs und Jule Christiansen durch und nehmen dort Jule und Praktikantin Lea als Geiseln, Hannah Wagners Nichte. Die Polizisten Hauke Jacobs und Hannah Wagner ahnen zunächst nichts davon, kommen der Geiselnahme aber langsam auf die Schliche. Um das Leben von Jule und Lea nicht zu gefährden, müssen sie bei ihrer Rettung jedoch äußerst vorsichtig vorgehen. Da auch schon ein mobiles Einsatzkommando im Anmarsch ist und sie um die Sicherheit der Geiseln fürchten, wollen sie das Problem gern vorab lösen. Zunächst fangen sie den Fahrradkurier ab, der den Flüchtlingen neue Pässe übergeben soll. An seiner Stelle übernimmt Hannah Wagner die Übergabe des Päckchens und will so die Geiselnahme beenden. Das Vorhaben misslingt jedoch und sie wird dabei angeschossen. Als sich die Flüchtlinge mit ihren Geiseln auf den Weg zur Fähre begeben, kann Jacobs ungefährdet in die Tierarztpraxis gelangen, seine Kollegin medizinisch versorgen und mit ihr die Verfolgung aufnehmen. Auf der Fähre kommt es zum Streit zwischen den Geflohenen, denn der verletzte Kollege wurde von Anführer Victor Gericke erschossen, als er äußerte nicht mitkommen zu wollen. Als Gericke sich beim Heranrücken des MEK absetzen will und von Jacobs gestellt wird, nimmt er spontan eine Passantin als neue Geisel und zwingt Jacobs so, die Waffe niederzulegen. Als er droht ihn zu erschießen, trifft ihn eine Kugel seines Mitgefangenen, der Gerickes Flucht bemerkt hatte und ihn so aufhalten und für seinen Verrat bestrafen wollte. Angesichts der ausweglosen Situation lässt er sich widerstandslos festnehmen. Jule Christiansen und Lea werden unverletzt befreit und auch der Vierte der Flüchtlinge wird verhaftet.

## Hintergrund
Nord bei Nordwest – Auf der Flucht wurde vom 8. September bis zum 6. Oktober 2021 in Travemünde mitsamt der Halbinsel Priwall, auf der Insel Fehmarn sowie in Hamburg und Umgebung gedreht. Der Film ist das Regiedebüt des Hauptdarstellers Hinnerk Schönemann und feierte seine Premiere auf dem Filmkunstfest Mecklenburg-Vorpommern.

## Rezeption

### Einschaltquote
Die Erstausstrahlung von Nord bei Nordwest – Auf der Flucht am 5. Januar 2023 im Ersten erreichte 7,96 Millionen Zuschauer und damit einen Marktanteil von 28,0 Prozent.

### Kritik
Rainer Tittelbach von tittelbach.tv findet: „Im Rangeln um die Kontrolle der Situation hat immer wieder ein anderer die Oberhand. Diese ständigen Wendungen im Mikro-Spiel einer Szene betonen nicht nur das Genre, sondern sorgen immer auch für ein gewisses Augenzwinkern. Wir sind hier in einem Fernsehkrimi. Das ist pure Unterhaltung und hat wenig mit der Wirklichkeit zu tun, sagen einem immer wieder viele Momente in „Nord bei Nordwest“. Die Folge: ein intelligenter Spaß. Kein Wunder, dass da Hinnerk Schönemann auch mal selbst Regie führen wollte.“
Oliver Armknecht von film-rezensionen.de hält den Film für spannend, zumindest innerhalb des festgesetzten Rahmens: „Natürlich schweben die Hauptfiguren in keiner wirklichen Gefahr, sonst könnte es ja keine Fortsetzungen geben. Auch wenn diese Geschichten implizieren, dass alles Mögliche geschehen kann, de facto ist das Ergebnis bereits vorweggenommen. Nord bei Nordwest: Auf der Flucht schafft es aber doch ganz gut, die Illusion einer solchen Gefahr zu erzeugen. Schade ist hingegen, dass bei den vier Verbrechern nur sehr grobe Figurenzeichnungen ihre Anwendung finden. Drehbuchautor Holger Karsten Schmidt (Ramstein – Das durchstoßene Herz) begnügt sich mit Stereotypen. Wem das reicht, der kann sich hiermit einen Abend vor dem Fernseher vertreiben. Innerhalb der unzähligen TV-Krimis ist das hier eines der besseren Beispiele.“
Tilmann P. Gangloff findet auf evangelisch.de: „Auf der Flucht“ ist Hinnerk Schönemanns erste Regiearbeit. Seine Inszenierung fügt sich nahtlos ins Gesamtbild der Reihe, deren Episoden ja ohnehin meist harmlos beginnen, ehe es um Leben und Tod geht. Über sein tatsächliches Regietalent lässt sich daher wenig sagen. Das Ensemble ist zwar ausgezeichnet, aber das ist immer so, wenn Schauspielerinnen und Schauspieler in den Regiestuhl wechseln. Damit nicht der Eindruck entsteht, der Regisseur Schönemann habe den Hauptdarsteller nicht in den Griff bekommen, hat er sich selbst stark zurückgenommen und die Bühne anderen überlassen, zum Beispiel Cem Ali Gültekin: Mehmet Ösker hat diesmal seine Berufung als „Speerspitze der Demokratie“ entdeckt, kleidet sich mit Schiebermütze, Weste und Bleistift hinterm Ohr wie ein Journalist aus einem Filmklassiker über rasende Reporter und hat einige amüsante Auftritte als einziger Mitarbeiter des „Schwanitzer Tageblatts“.